# Der Junge mit der Gitarre
Der Junge mit der Gitarre, kurz DJMDG (* 1976 in Kamp-Lintfort; mit bürgerlichem Namen Tobias Schacht) ist ein deutscher Sänger und Gitarrist.

## Leben und Karriere
Tobias Schacht wuchs in Tecklenburg als Sohn eines Pastoralreferenten und Organisten auf. Bekannt wurde er 1998 durch seinen Auftritt bei dem Bizarre-Festival im „Speakers’ Corner“. Hier entstand – eher aus Verlegenheit – sein Name als Antwort auf die Frage des Publikums, wer er denn sei.  Er absolvierte eine klassische Gitarrenausbildung und ein Jazzstipendium in Texas. Nach einem abgebrochenen Psychologie-Studium arbeitete er bei einem Musiklabel und einer Werbeagentur.
Seine Musik besteht aus melodischen Gitarrenliedern und teilweise ernsten, aber auch ironischen Texten. Auch in den Jahren 1999 bis 2001 trat Schacht beim Bizarre-Festival auf. Dabei übernahm er die Rolle der P&S Pausenband und trat stets auf, während auf der Hauptbühne Umbauarbeiten vorgenommen wurden. Dadurch verbrachte er mehr Zeit auf der Bühne als jeder andere Künstler des Bizarre-Festivals. Den Höhepunkt seiner Karriere erreichte er nach dem Auftritt der Foo Fighters 2001, als die mehr als 1500 sich vor seiner Bühne eingefunden habenden Festivalbesucher ihn für Minuten auf Händen trugen. 2002 kürte das Jugendmagazin Bravo ihn zum Newcomer des Monats, ein Jahr später nahm er an der deutschen Vorentscheidung zum Eurovision Song Contest teil, bei der ihn sein Vater am Klavier begleitete, er belegte den vorletzten Platz mit dem Lied "Die Seite, wo die Sonne scheint".
Seine polarisierenden Texte führten zu massiver Kritik der Öffentlichkeit. Diese griff sowohl seine Textinhalte, die manchmal rohe Wortwahl seiner Songtexte, aber nicht zuletzt auch die Person Schacht selber an. Mit solch persönlich beleidigenden Kritiken sowie der Androhung körperlicher Gewalt, niedergeschrieben in dem Gästebuch seiner Webpräsenz, sah er sich im Laufe des Jahres 2004 in zunehmendem Maße konfrontiert. Als Konsequenz ließ Der Junge Mit Der Gitarre am 20. August 2004 über sein Musiklabel Edel Music bekanntgeben, dass er sich aufgrund der offenen Ablehnung der Massenmedien aus dem öffentlichen Rampenlicht zurückziehe.
Mit seinem Auftritt im Rahmen eines Benefiz-Konzerts am 19. Februar 2005 im Heyeröder Hafen beendete Schacht seine Karriere als Der Junge mit der Gitarre.
Tobias Schacht arbeitet mittlerweile als Journalist und Redakteur in Madrid und Berlin.

## Diskografie
Alben
- 2002: Dagegen
- 2004: Im Affekt

EPs
- 2002: Meer sehn
- 2002: Hallo worum gehts ich bin dagegen
- 2003: Die Seite wo die Sonne scheint